# Mark F. Napier
Pour les articles homonymes, voir Napier.
Mark Francis Napier (1852-1919) est un banquier, homme politique et homme d'affaires britannique qui fut entre autres président du conseil d'administration et principal actionnaire de l'agence de presse Reuters.

## Biographie
Proche de Lord Glenconner, le président de l'Union Bank of Scotland, Mark F. Napier est devenu président de Reuters en faisant valoir son expérience de banquier et d'assureur. Il est en particulier vice-président de la National Life Assurance Society, Mais auparavant, il se fait élire membre du parlement britannique pour Roxburghshire, de 1892 à 1895.
Au début du XXe siècle, Reuters voit ses réserves financières tripler, passant de 30 000 sterling à 100 000 sterling entre 1900 et 1910, ce qui incite Herbert de Reuter, l'héritier du fondateur Paul Julius Reuters, à créer en 1912 une banque, dont les avoirs, en fructifiant, lui permettraient de fonder ensuite un département de « publicité financière » sur le modèle de celui qui assure les fins de mois de sa rivale Havas.
Renommée en 1913 British Commercial Bank et dotée de 500 000 sterling de capital , cette banque compte parmi ses administrateurs John Buchan, un ami de Sir Roderick Jones et Mark F. Napier, qui devient son président, puis le président du conseil d'administration de Reuters.
Après le suicide d'Herbert de Reuter, intervenu le 18 avril 1915, le directeur général Sir Roderick Jones et Mark Napier obtiennent un prêt de 55 000 sterling, garanti par le gouvernement et procuré par le beau-frère du premier ministre Herbert Asquith. Cette somme leur permet d'effectuer une offre publique d'achat sur Reuters au prix de 11 sterling l'action, supérieur au prix de 10 sterling proposé par la Compagnie Marconi.